# Magazin (sastav)
Magazin je hrvatski pop sastav iz Splita. Osnovan je 1979. godine, a sastav čine Željko Baričić, Nenad Vesanović – Keko i Lorena Bućan, novi vokal sastava. 

## Povijest

### Osnivanje i i prvi glazbeni uspjesi (1979. – 1983.)
Godine 1979. sastav Magazin, tada pod imenom Mladih batala, osnovali su Željko Baričić Zoran Marinković, Miro Crnko, Igor Biočić i vokal Majda Šoletić. Iste godine potpisuju diskografski ugovor s diskografskom kućom Jugoton i snimaju prve LP singlove, ali i mijenjaju ime grupe u Dalmatinski magazin. Potkraj iste godine sastav dobiva dva nova člana Tončija Huljića i Nenada Vesanovića Keku.
Početkom 1982. godine sastav napušta Majda Šoletić, a na njeno mjesto dolazi Marija Kuzmić. Iste godine sastav mijenja ime grupe u Magazin i snima svoje prvi album Slatko stanje, a nastupa i na Splitskom festivalu s pjesmom „Dišpetožo moja mala“, gdje osvajaju prvu nagradu stručnog žirija. Potkraj godine nastupaju i na Zagrebfestu s pjesmom „Moja mala mila“.

### Put putujem, odlazak Ljiljane (1983. – 1991.)
Sljedeće godine sastav napušta Marija Kuzmić, a na njeno mjesto dolazi Ljiljana Nikolovska, koja nastupa prvi put na Splitskom festivalu s pjesmom „Kokolo“, zahvaljujući kojoj, album Split 83 dostiže rekordnu tiražu. Prosinca iste godine objavljuju drugi album Kokolo, koji dostiže platinastu nakladu. Bubnjar Zoran Marinković 1984. godine napušta sastav, a na njegovo mjesto dolazi Ante Miletić. Sastav iste godine nastupa na Splitskom festivalu s pjesmom „Nikola“, a potom objavljuju i treći album O, la, la. Godine 1985. nastupaju s pjesmom „Vrati mi, vrati sve“ na Splitskom festivalu, a s pjesmom „Piši mi“ na Zagrebfestu, gdje unatoč daleko najvećem broju glasova publike, zahvaljujući namještaljci Magazin nije pobijedio. U znak prosvjeda na ceremoniji proglašenja pobjednika grupa je odbila izaći na binu i primiti drugu nagradu publike, a revoltirani posjetitelji su uz glasno negodovanje i zvižduke u ogromnom broju napustili dvoranu Lisinski. Album Piši mi je objavljen iste godine, a dostiže dijamantsku nakladu. Godine 1986. nastupaju na Splitskom festivalu s pjesmom „Ne mogu da ga ne volim“ i osvajaju drugu nagradu publike. Na Zagrebfestu iste godine dobivaju nagradu, pjesma „Piši mi“ proglašena je za najizvođenijom skladbom s prethodnog festivala. Iste godine objavljuju album Put putujem za koji im diskografska kuća Jugoton dodjeljuje nagradu „Zlatna ptica“ za prodanih 300.000 primjeraka, a do danas prodan je u više od 550.000 primjeraka. Godine 1987. sastav odlazi na veliku turneju po Jugoslaviji, a koncem godine objavljuju album Magazin, koji je prodan u više od 500.000 primjeraka i za koji su dobili nagradu „Zlatna ptica“. Godine 1988. objavljuju album Besane noći, koji je prodan u dijamantnoj nakladi, a sljedeće godine objavljuju album Dobro jutro, posljednji album s vokalima Ljiljane Nikolovske. Potkraj 1990. objavljena je velika kompilacija "Svi najveći hitovi 1983-1990" s 26 najboljih pjesama grupe Magazin koja je otpjevala Ljiljana Nikolovska. Nakon te kompilacije ona napušta grupu i odlazi u SAD.

### Dolazak Danijele Martinović (1991. – 1996.)
Umjesto Ljiljane Nikolovske dolazi Danijela Martinović. Godine 1991. objavljuju album Da mi te zaljubit u mene, i snimaju pjesmu "Mir, mir, mir do neba", a iste godine sastav, iz obiteljskih razloga, napušta klavijaturist Miro Crnko.
Godine 1993. objavljuju novi album Došlo vrijeme i nastupaju na festivalu Melodije hrvatskog Jadrana s pjesmom „Neću se vratiti“. Sljedeće godine ponovo nastupaju na festivalu Melodije hrvatskog Jadrana s pjesmom „Simpatija“, duet s Marijom Bubić i osvajaju Grand prix festivala. Iste godine objavljuju album Simpatija koji u izdanju Croatia Recordsa dostiže zlatnu nakladu. 
Godine 1995. nastupaju i pobjeđuje na Dori s pjesmom „Nostalgija“ u duetu s Lidijom Horvat Dunjko, a na Eurosongu u Dublinu osvajaju 6. mjesto. Srpnja iste godine nastupaju na festivalu Melodije hrvatskog Jadrana s pjesmom „Zlato jubavi“.

### Odlazak Danijele i novi uspjesi s Jelenom Rozgom (1996. – 2006.)
Godine 1996. sastav napušta Danijela Martinović, a na njeno mjesto dolazi Jelena Rozga.
Godine 1995. Tonči Huljić je počeo tražiti novu pjevačicu za grupu Magazin koja je trebala zamijeniti Danijelu Martinović. Tonči i Jelenina majka Marija dogovorili su audiciju. Jelena je u jednom zagrebačkom restoranu otpjevala pjesme Opusti se i Zlato ljubavi nakon čega je primljena u grupu. Jelena je prvo na Dori nastupala pod svojim imenom izvevši pjesmu "Aha" te je osvojila drugo mjesto, a tek je kasnije na Melodijama hrvatskog Jadrana 1996. godine debitirala kao pjevačica grupe Magazin i to s pjesmom Suze biserne. S nepunih 19 godina, Jelena je postala novom pjevačicom sastava.
Iste godine objavljen je album pod nazivom Nebo boje moje ljubavi na kojem su se našle velike uspješnice: Suze biserne, Minut srca tvog, Nebo boje moje ljubavi i Samo navika. Album je ostvario zlatnu tiražu.Godinu 1997. obilježio je nastup na Dori i to s pjesmom Opijum, a nakon toga i nastup na Melodijama hrvatskog Jadrana '97. s pjesmom Ime mi spominje. Dvije godine nakon albuma Nebo boje moje ljubavi, 1998. godine, objavljen je album Da si ti ja. Na navedenom albumu također su se našle brojne uspješne pjesme, uključujući: Gutljaj vina, Ginem, Briga me, Na svijetu sve, Idi i ne budi ljude, Luna, Na sve svete i Opijum. S pjesmom Na svijetu sve grupa se natjecala na Dori 1998. godine, a s pjesmom Idi i ne budi ljude na Melodijama hrvatskog Jadrana '98. Album je dosegao platinastu tiražu u Hrvatskoj i Sloveniji.
Na Dori 1999. godine grupa nastupa s pjesmom Kasno je, a na MHJ s pjesmom Ako poludim. Nakon albuma Da si ti ja, objavljen je album Minus i plus 2000. godine. Uz navedenu, istoimenu pjesmu, na albumu se našle i uspješnice poput pjesama: Je l' zbog nje, Kasno je, Nemam snage da se pomirim, Ako poludim i Hrvatska raspodija. Nakon albuma Minus i plus, objavljen je album S druge strane Mjeseca, 2002. godine. Album je nastavio uspjehe prethodnih albuma pa su se tako i na ovom albumu našle brojne uspješne pjesme poput: S druge strane mjeseca, Ne vjerujem tebi, ne vjerujem sebi, Dani su bez broja i Ko me zove. Album simboličnog naziva Paaa.? posljednji je album grupe Magazin s Jelenom kao vodećim vokalom. Kao i prethodni albumi, album je ostvario veliki komercijalni uspjeh i sadržao je brojne hitove kao što su pjesme: Ne tiče me se, Troši i uživaj, Kad bi bio blizu i Da li znaš da te ne volim. Na Radijskom festivalu grupa je 2003. godine izvela pjesmu Kad bi bio blizu, a na Splitskom festivalu iste godine pjesmu Da li znaš da te ne volim. Godinu dana poslije, grupa je na Splitskom festivalu izvela pjesmu Ne tiče me se i ujedno i pobijedila na festivalu. Magazin se nakon gotovo pet godina odsustva 2005. godine ponovno vraća na Doru s pjesmom Nazaret i osvojio je drugo mjesto, a godine dana poslije na istoj su manifestaciji nastupili s pjesmom Oprosti mala. Ujedno se taj nastup smatra i posljednjim nastupom grupe s Jelenom Rozgom kao vokalom. Gotovo deset godina, koliko je Jelena bila članicom grupe Magazin, smatra se jednim od najuspješnijih i najproduktivnijih razdoblja grupe. Grupa Magazin je uz uspješne pjesme i albume, s Jelenom kao pjevačicom održala i velike koncertne turneje. Tako su održani koncerti u beogradskom Sava Centru 2002. i 2004. godine, dok je 2000. godine održan koncert u sarajevskoj Skenderiji.
Jelena 2006. godine napušta sastav.

### Odlazak Rozge, godine s Ivanom Kovač i dolazak Andree (2006. – 2024.)
Godine 2006. Jelena Rozga napušta grupu, a novi vokal sastava postaje Ivana Kovač, kćer poznatog pjevača Miše Kovača. Iste godine objavljuju album Dama i car, koji se dosta razlikuje od glazbenog izričaja Magazina u proteklih 10 godina. Sljedeće godine izlazi novi album koji sadrži obrade poznatih pjesama Magazina u bossa nova stilu.
Neuspjeli pokušaj smirenijeg tona Magazina završava 2010. godine, kada Ivana Kovač napušta sastav, a na njeno mjesto dolazi Andrea Šušnjara, koja je debitirala na Splitskom festivalu s pjesmom „Sijamski blizanci“. Godine 2014. zajedno s Andreom izbacuju 18. album Mislim pozitivno! na kojem je sama ispjevala sve pjesme.

### Odlazak Andree i predstavljanje Lorene Bućan (2024. – danas)
U zagrebačkom klubu Mint, 7. studenog 2024. godine predstavljen je novi glavni vokal grupe Magazin, Lorena Bućan.

## Diskografija
U zagradama je označen broj prodanih primjeraka.[nedostaje izvor]

### Studijski albumi
- 1982. – Slatko stanje (200 000)
- 1983. – Kokolo (270 000)
- 1984. – O, la, la (12 000)
- 1985. – Piši mi, platinasta (380 000)
- 1986. – Put putujem, dijamantna (670 000)
- 1987. – Magazin, dijamantna (630 000)
- 1988. – Besane noći, dijamantna (460 000)
- 1989. – Dobro jutro, dijamantna (380 000)
- 1991. – Da mi te zaljubit' u mene (50 000)
- 1993. – Došlo vrijeme (43 000)
- 1994. – Simpatija (41 000)
- 1996. – Nebo boje moje ljubavi
- 1998. – Da si ti ja (120 000)
- 2000. – Minus i plus (42 000)
- 2002. – S druge strane Mjeseca (22 000)
- 2004. – Paaa..? (28 000)
- 2007. – Dama i car
- 2014. – Mislim pozitivno! (8500)

### Kompilacijski albumi
- 1990. – Svi najveći hitovi 1983. - 1990. platinasta
- 1993. – Najbolje godine 400.000
- 1999. – Balade
- 2001. – The best of 1
- 2001. – The best of 2
- 2005. – Dueti
- 2006. – The platinium collection
- 2008. – Bossa N'Magazin
- 2010. – Najljepše ljubavne pjesme (1983. - 1990.)
- 2011. – Godine s Ivanom (2006. -2010.)
- 2013. – 100 originalnih pjesama
- 2018. – Best of Collection(1983. - 1990.)

### Singlovi
- "Školski dani", "Uspomene toplog ljeta" (Beogradsko proleće 1979.),
- "Doviđenja ljubavi", "Sve ću dati ako mi se vrati" (Zagrebački festival 1979.)
- "Zaboravi", "Zbogom klinci" (Splitski festival 1980.)
- "Esmeralda", "U malom caffe baru"
- "Ne brini ništa" (Zagrebački festival 1981.)
- "Sjećanja", "Moje milo" (Splitski festival 1981.)

## Festivali

### Splitski festival
- 1983. – Kokolo – 1.mjesto
- 1984. – Nikola
- 1985. – Vrati mi, vrati sve
- 1986. – Ne mogu da ga ne volim – 2.mjesto
- 2003. – Da li znaš da te ne volim
- 2004. – Ne tiče me se – 1. mjesto
- 2007. – Čija sam kad tvoja nisam
- 2009. – Ne traži do mene
- 2010. – Sijamski blizanci
- 2011. – Maslačak
- 2012. – Dušu nemaš da me na njoj nosiš – Nagrada "Srebrni val" (2. nagrada žirija)
- 2013. – Isti kao ti
- 2014. – No, no, no (Misli pozitivno)

### Melodije hrvatskog Jadrana
- 1993. – Neću se vratiti – 1.mjesto
- 1994. – Simpatija – 1. mjesto
- 1996. – Suze biserne
- 1997. – Ime mi spominje
- 1998. – Idi i ne budi ljude
- 1999. – Ako poludim
- 2000. – Nemam snage da se pomirim
- 2002. – Ne vjerujem tebi, ne vjerujem sebi

### Dora
- 1995. – Nostalgija – 1. mjesto
- 1997. – Opijum – 7.
- 1998. – Na svijetu sve – 6.
- 1999. – Kasno je – 5.
- 2000. – Rapsodija – 5.
- 2005. – Nazaret – 2.
- 2006. – Oprosti mala – 8.
- 2025. – AaAaA – 3.

### CMC festival
- 2008. – Migrena
- 2011. – Još se ne bi udala
- 2012. – Muško bez karaktera
- 2013. – Parada
- 2014. – Školovana da preživim
- 2015. – Doktore
- 2016. – Ima dana
- 2017. – Žena, a ne broj
- 2018. – Titanik
- 2019. – Lozinka za sreću
- 2020. – Samo da se zna (Jaka sam ti ja)

### Eurosong
- 1995. – Nostalgija – 6.mjesto

### Ostali festivali
- 1985. – Zagrebfest – Piši mi – 2. mjesto
- 2002. – HRF – Ko me zove
- 2002. – Zlatne žice Slavonije – Hajde, reci kako
- 2003. – HRF- Kad bi bio blizu
- 2004. – OGAE Song contest – Ne tiče me se – 7. mjesto
- 2004. – Zlatne žice Slavonije – Često
- 2009. – HRF – Voda teče
- 2010. – Zadarfest – Kemija

## Vanjske poveznice
- Službena stranica